# Rolf Kasparek

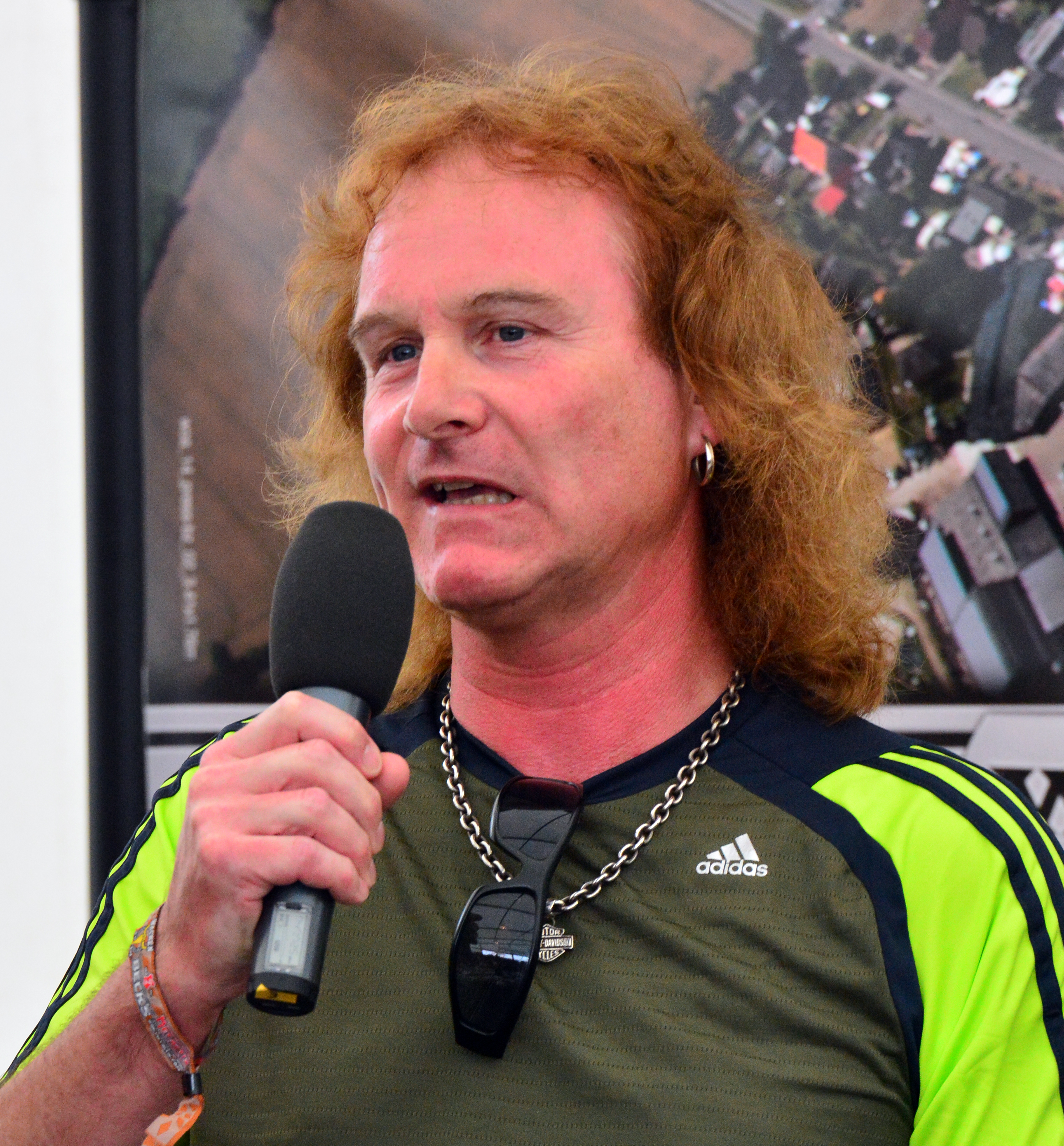
Rolf Kasparek bei einer Pressekonferenz beim Wacken Open Air 2014

Rolf Kasparek, genannt Rock ’n’ Rolf (* 1. Juli 1961 in Hamburg) ist ein deutscher Musiker. Er ist Lead-Sänger und Gitarrist der deutschen Heavy-Metal-Band Running Wild und Mitglied der Hardrock-Band Giant X.

## Leben und Wirken
1976 gründete Kasparek, damals noch Schüler, seine erste Band Granite Hearts, aus der 1979 Running Wild hervorging. Seit dem 1985 veröffentlichten Zweitwerk Branded and Exiled ist er der Hauptsongwriter der Band, seit dem Album Black Hand Inn von 1994 wurden alle Lieder – bis auf wenige Ausnahmen – von ihm im Alleingang komponiert. 
Rolf Kasparek ist bekannt für seine große Sammlung an Piraten- und Indianerkostümen sowie historischen Uniformen. Diese werden häufig für Promofotos auf einigen der Bandalben verwendet. Ein anderes Markenzeichen ist seine Gitarre, eine Gibson Explorer.
Kasparek hat auch das Running-Wild-Logo und das Running-Wild-Maskottchen, „Adrian“, entworfen.
Neben Running-Wild-Alben produzierte Kasparek 1990 für die Band Kreyson das Album Angel on the Run und 1992 für die Band Kelley Wild das Album Looks like Dynamite.
2009 löste sich Running Wild nach einem Abschiedskonzert auf dem Wacken Open Air auf. Daraufhin gründeten Kasparek und Running-Wild-Gitarrist Peter Jordan die Hardrock-Band Giant X, die sich dem Hardrock der 70er und 80er Jahre verschrieben hatte. Das Debütalbum I erschien 2013.
2011 kündigte Rolf Kasparek auf der offiziellen Running Wild Webseite an, dass er Running Wild weiterführen wird.